# Emil Enhuber
Emil Enhuber (8. února 1878 České Budějovice – 3. listopadu 1947 Praha) byl československý politik německé národnosti a meziválečný senátor Národního shromáždění za Sudetoněmeckou stranu (SdP).

## Biografie
V parlamentních volbách v roce 1935 získal senátorské křeslo v Národním shromáždění. V senátu setrval do října 1938, kdy jeho mandát zanikl v důsledku změn hranic Československa.
Profesí byl tajemníkem zemského svazu pekařů v Teplicích-Šanově.
Po roce 1945 byl československými úřady souzen spolu s dalšími předáky nacistického hnutí a odsouzen na pět let do vězení. Zemřel v listopadu 1947 na Pankráci.